# Musée Binger de Zaranou
Le Musée Binger de Zaranou est un musée situé à Zaranou, District de la Comoé, en Côte d'Ivoire.